# Gnaphosa hirsutipes
Gnaphosa hirsutipes är en spindelart som beskrevs av Banks 1901. Gnaphosa hirsutipes ingår i släktet Gnaphosa och familjen plattbuksspindlar. Inga underarter finns listade i Catalogue of Life.